# Otto Ohlendorf
Vous lisez un « bon article » labellisé en 2021.
Otto Ohlendorf, né le 4 février 1907 à Hoheneggelse, district de la commune de Söhlde et mort le 7 juin 1951 à la prison de Landsberg, est un SS-Gruppenführer. Intellectuel brillant, il mène une double carrière, travaillant à la fois pour le RSHA, notamment en tant que directeur du SD Inland, et pour le ministère de l'Économie du Reich dont il devient secrétaire d'État.
Il est surtout connu pour sa participation à la Shoah, dans son rôle de commandant de l'Einsatzgruppe D, responsable de 90 000 assassinats, essentiellement de Juifs — hommes, femmes et enfants — à l'arrière de la 11e armée qui opère dans le Sud de l'Ukraine, notamment en Crimée, en Bessarabie et dans la région du Caucase lors de l'invasion de l'Union soviétique. Ohlendorf exerce son commandement de juin 1941 à juillet 1942, avant de reprendre ses activités au sein du SD Inland et au ministère de l'Économie.
Important témoin de l'accusation lors du procès de Nuremberg, lorsqu'y sont évoqués les crimes contre l'humanité, il ne manifeste aucun remords ou regret et affirme qu'il n'a fait que son devoir. Il adopte la même position lors du procès des Einsatzgruppen où il est le principal accusé. Condamné à mort le 18 avril 1948 pour crimes de guerre et crimes contre l'humanité, il est exécuté par pendaison trois ans plus tard.

## Premières années, formation et engagement politique
Né le 4 février 1907, Otto Ohlendorf est le fils d'un fermier membre du Parti populaire allemand, cadet d'une fratrie de quatre enfants ; pendant son enfance et sa jeunesse, il travaille dans l'exploitation paternelle. Comme Werner Best ou Heinz Jost, Ohlendorf fait partie d'une génération qui n'a pas pris part à la Première Guerre mondiale, mais qui a vécu la défaite allemande comme un véritable traumatisme.
Son engagement politique est précoce : en 1923, à l'âge de 16 ans, il fonde une section des jeunes du DNVP. Estimant que ce parti est « trop bourgeois », il rejoint ensuite dès 1925 le parti nazi (membre no 6631), la SA l'année suivante, puis la SS en 1926 ou 1927 (membre no 880) ; son engagement politique lui cause des problèmes à la fin de ses études secondaires au lycée de Hildesheim et il « se fait recaler » en 1925. À cette époque, il s'intéresse surtout à la fin de la lutte des classes et aux problèmes sociaux ; il n'a qu'une vue générale de la « question juive ».

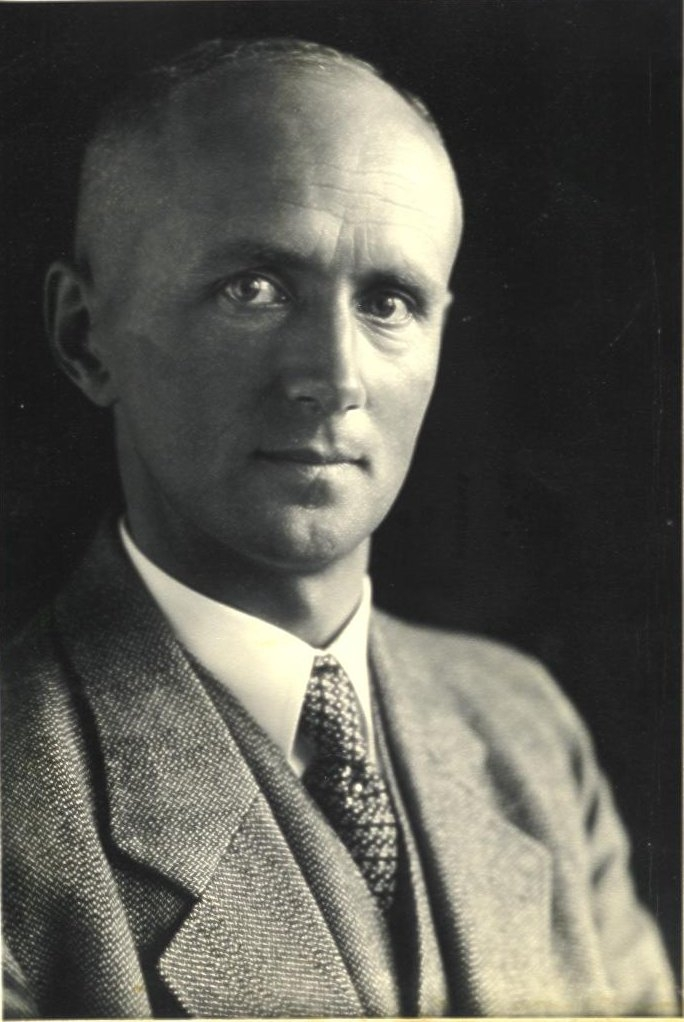
Jens Jessen, vers 1930.

Intellectuel brillant, il suit des études d'économie, de sciences politiques et de droit, successivement aux universités de Halle, Leipzig et Göttingen. À Leipzig, il milite au sein de l'Union des étudiants nationaux-socialistes allemands et de la section locale du parti ; insatisfait de ses activités politiques, il n'y reste que deux semestres. À Göttingen, il s'investit dans l'organisation du parti nazi dans le district de Hanovre et contribue à ce que celui-ci obtienne la majorité absolue. Il ne soutient pas sa thèse de doctorat, ce qui ne l'empêche pas de devenir l'assistant de deux universitaires renommés, experts de l'économie et des sciences politiques nazies, Jens Jessen à l'université de Kiel et Reinhard Höhn, titulaire de la chaire de droit public à l'université d'Iéna, puis directeur de l'Institut für Staatsforschung à Berlin,.
Commentant le parcours universitaire d'Ohlendorf, Christian Ingrao mentionne que si les raisons qui l'ont conduit à ne pas soutenir une thèse de doctorat restent obscures, ses activités au sein de l'Institut d'économie mondiale de Kiel puis à l'Institut des sciences appliquées de Berlin et son « travail de théorie économique au plus haut niveau de l'État marquent dans son cas l'excellence bien plus sûrement que le choix des matières en début de cursus ».
En 1931, Ohlendorf bénéficie d'une bourse pour étudier le fascisme et son système d'encadrement social à l'université de Pavie en Italie. Il revient d'Italie très critique envers le régime fasciste : il condamne notamment l'emphase et la pompe factices du régime mussolinien et l'autoritarisme du régime, préférant le « soulèvement populaire » qui est pour lui une caractéristique de l'Allemagne nazie ; il rejette aussi le corporatisme fasciste. En 1946, il déclare au psychiatre américain Leon Goldensohn qu'à son retour d'Italie, il est devenu un « antifasciste fanatique », établissant une différence fondamentale entre fascisme et nazisme. Selon lui, le fascisme est un principe purement étatique ; pour étayer sa position, il cite Mussolini qui déclare en 1932 que « la première chose, c'est l'État, et c'est de l'État que procèdent les droits et le destin du peuple. Les hommes viennent après », puis affirme que « dans le national-socialisme, c'était le contraire. Le peuple et les êtres humains en premier, puis l'État ».
À partir de 1933, année de son mariage, dont sont issus cinq enfants, il travaille en tant qu'avocat, puis cumule cette activité avec un poste d'assistant à l'Institut d'économie mondiale de l'université de Kiel. Il s'oppose aux courants « collectivistes » dans le parti, ce qui lui vaut d'être muté à Berlin, à l'Institut pour les sciences économiques appliquées, mais il lui est interdit de prendre la parole en public.

## Carrière au SD

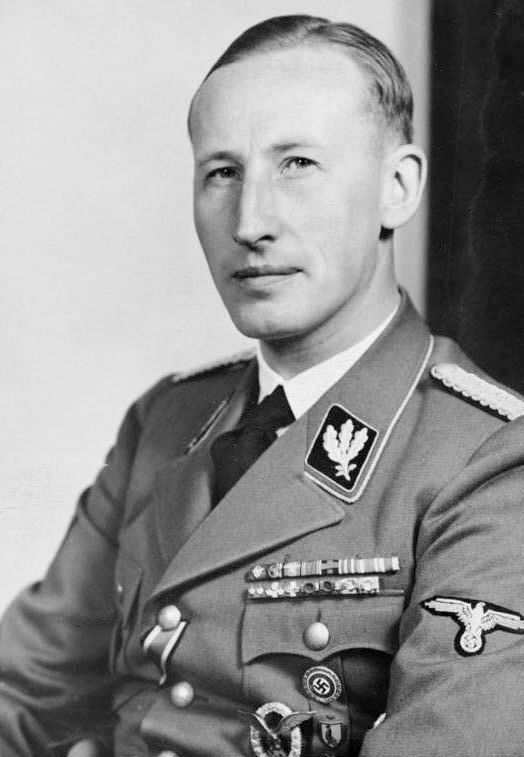
Reinhard Heydrich en 1940, en uniforme de SS-Gruppenführer (selon son insigne de col d'avant 1942).

Par l'intermédiaire de Jens Jessen, il devient l'un des plus proches collaborateurs de Reinhard Höhn, SS-Sturmbannführer, ayant un poste de responsabilité au Sicherheitsdienst. Fort de ce soutien, il rejoint le SD, en 1936 ou 1937, comme chef du service économique, et devient, peu de temps après, le numéro 2 du SD-Inland. À son arrivée au SD, il estime que la section dont il est chargé est un chaos total : « une vingtaine de jeunes gens, sans secrétariat, sans archives, sans aucun budget, aucune infrastructure organisée à l'échelle du Reich ». Au sein du SD Inland, il est d'abord chargé de rédiger ou superviser des rapports dans le domaine économique, puis dirige le département de l'« analyse territoriale », qui a entre autres l'objectif de mettre sur pied un réseau d'information et de rapports chargé de l'observation des opposants à tous les niveaux de la vie quotidienne. Esprit critique, il supervise des rapports dans lesquels il enregistre « par des informations précises les mauvaises évolutions et les défauts de la politique [économique] national-socialiste ». Il est cependant rapidement rétrogradé par Reinhard Heydrich en raison de ses critiques des conséquences économiques de la politique du réarmement qu'il estime menacer les petites et moyennes entreprises, en particulier dans le secteur de l'agriculture.
En 1939, promu SS-Standartenführer, il est nommé à la tête du SD-Inland, au sein du RSHA, poste qu'il conserve jusqu'en 1945. Il y crée, en 1940, une instance de coordination de la réinstallation et de la déportation (Sondergruppe III Einwanderung und Siedlung). En tant que directeur, il y organise et supervise la rédaction des rapports connus sous le nom de « Nouvelles du Reich », qui fournissent à la direction de la SS « un tableau relativement sincère de l'atmosphère et des sentiments des membres du parti et, plus généralement, des Allemands », et ce presque jusqu'en 1945.
Dirigeant de la section du SD chargée des affaires intérieures (SD-Inland), il y recrute, à partir de 1940, nombre de ses condisciples des universités de Leipzig et de Göttingen, ou d'autres universitaires avec lesquels il a tissé des liens grâce au Nationalsozialistischer Deutscher Studentenbund (Ligue des étudiants nationaux-socialistes allemands), dont Willi Seibert, son futur adjoint à la tête de l'Einsatzgruppe D.
Heinrich Himmler n'apprécie pas Ohlendorf en tant qu' « expert en économie et responsable du SD, parce qu'il était trop convenable, parce qu'il agissait comme si « lui seul portait le saint Graal de ses mains pures » ». Au sein du RSHA, « Ohlendorf déplut à ses supérieurs [et particulièrement à Himmler] par ses conceptions scientifiques et trop objectives », notamment en raison de ses critiques contre les révocations massives de professeurs dans les universités, au profit de jeunes opportunistes incompétents.

## À la tête de l'Einsatzgruppe D

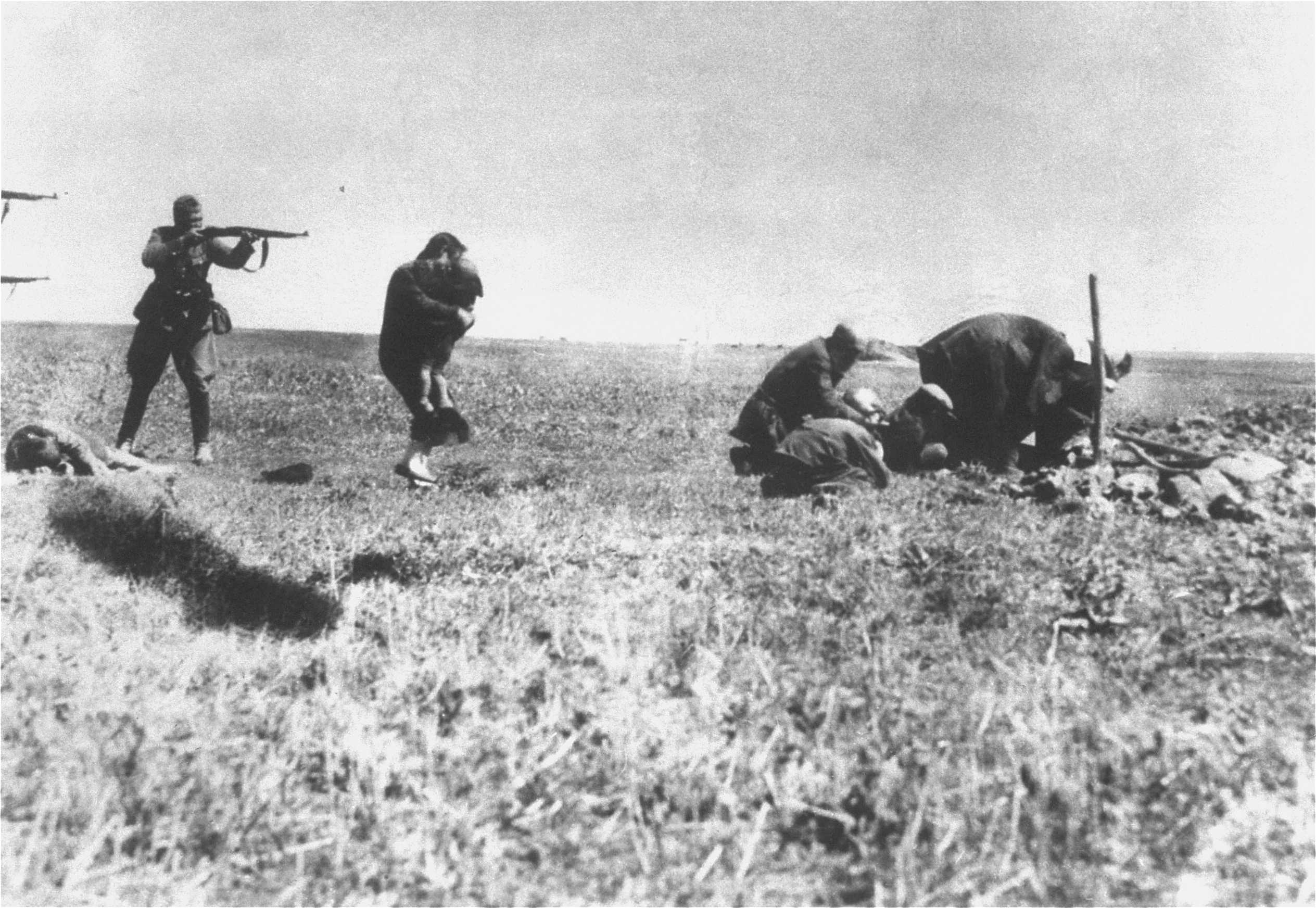
Assassinat de Juifs dans la région d'Ivangorod en 1942 : une mère protège son enfant avant d'être abattue d'une balle dans la nuque.

Peu avant l'invasion de l'Union soviétique, le supérieur hiérarchique d'Ohlendorf, Heydrich, le nomme à la tête de l'Einsatzgruppe D. Ohlendorf affirme qu'il a refusé cette nomination à deux reprises mais qu'il a dû céder à un ordre formel de Heydrich,. Pour l'historien Peter Longerich, cette nomination est le fait d'une décision de Heinrich Himmler qui voulait très clairement mettre à l'épreuve la « dureté » d'Ohlendorf, qui faisait figure d'intellectuel.
Avec un effectif de 400 à 500 hommes, l'Einsatzgruppe D est rattaché à la 11e armée et opère dans le Sud de l'Ukraine, notamment en Crimée, en Transnistrie, en Bessarabie et dans le nord du Caucase. Divisé en quatre Sonderkommandos et un Einsatzkommando, entièrement motorisé — contrairement aux unités de la Wehrmacht — avec 180 véhicules, il est le plus petit des quatre Einsatzgruppen opérant à l'arrière des unités militaires lors de l'invasion de l'Union soviétique.
Sous le commandement d'Ohlendorf, de juin 1941 à juillet 1942, l'Einsatzgruppe D assassine 90 000 personnes, essentiellement des Juifs, hommes, femmes et enfants,,. Selon l'historien allemand Ralf Ogorreck, la première opération d'assassinats de tous les Juifs, sans distinction d'âge ou de sexe, a lieu à Berezovka en août 1941, après qu'Ohlendorf a fait savoir à ses subordonnés que la solution finale de la question juive « signifiait la liquidation ». Le même auteur mentionne un voyage d'Ohlendorf à Berlin en août 1941, lors duquel il a une entrevue avec Heydrich qui lui annonce « pour la première fois l'ordre donné par le Führer de tuer indistinctement toute la population juive ».
Au début du mois d'août 1941, à l'instar de Heydrich, il dénonce l'inefficacité des troupes roumaines, déployées dans son voisinage immédiat, et l'exploitation de la main-d'œuvre juive par celles-ci : il estime que « la solution finale de la question juive était en de mauvaises mains avec les Roumains » et plaide « tant que la solution finale de la question juive pour l'ensemble du continent n'aurait pas commencé » pour une collaboration entre l'Allemagne et les Ukrainiens. Ohlendorf tente de systématiser les exécutions sporadiques de Juifs perpétrées dans l'improvisation par les troupes roumaines : pour lui, comme pour Himmler, « les opérations des forces roumaines n'étaient ni assez approfondies, ni assez systématiques, et elles s'accompagnaient d'inefficacité flagrante, de corruption et de brutalité sadique arbitraire »,.
Au début du mois d'octobre 1941, les hommes de l'Einsatzguppe D massacrent 22 467 « Juifs et communistes » dans la région de Nikolaïev, près d'Odessa. Lors de cette opération, Ohlendorf reçoit la visite de Himmler, qui ne l'a jamais apprécié, le trouvant arrogant et insubordonné. Furieux de l'ordre d'Ohlendorf d'épargner les fermiers juifs, justifié par les nécessités du ravitaillement de la Wehrmacht, le Reichsführer donne l'ordre d'exécuter tous les Juifs sans exception, déclarant que lui seul en porterait la responsabilité. « Himmler tenta d'alléger la charge des exécuteurs en leur expliquant qu'ils n'étaient pas responsables de leurs actes ; le Führer et lui-même en portaient la responsabilité ; eux ne faisaient qu'exécuter des ordres comme devaient le faire de bons soldats. ».
Himmler confirme à cette occasion que « la guerre contre l'Union soviétique servait non seulement à l'« anéantissement du bolchevisme », mais aussi à l'acquisition d'un « territoire de colonisation » ; les fusillades massives de Juifs et d'adversaires politiques étaient une tâche redoutable à accomplir mais nécessaire pour réaliser l'objectif annoncé, celui de l'aménagement d'un « espace vital » ».
Lors de cette rencontre avec Himmler, Ohlendorf évoque en fin de journée « le fardeau inhumain qui était imposé aux hommes en leur demandant de tuer tous ces civils », sans obtenir de réponse. Selon les témoignages de certains adjoints d'Ohlendorf, celui-ci est promu SS-Oberführer à l'issue de la réunion « pour avoir tué tant de Juifs ».
Ohlendorf se montre un officier consciencieux et efficace, soucieux de ses hommes : lors des massacres collectifs de Juifs, il s'oppose à des exécutions au moyen d'une balle dans la nuque, afin d'éviter à ses hommes de se sentir « personnellement responsables » et d'alléger leur fardeau psychique. Lors du procès des Einsatzgruppen, il affirme notamment que sa mission était de s'assurer que les exécutions soient effectuées aussi humainement que possible ; il précise que ses ordres avaient pour « objectif de rendre les choses aussi faciles que possible pour les infortunées victimes », et de prévenir le développement de la brutalité au sein de ses hommes. En outre, il veille à ce que l'embarquement des Juifs dans les camions s'effectue sans la moindre violence pour limiter l'impact psychologique sur les populations civiles spectatrices et aussi pour que les répercussions à distance sur les troupes de la Wehrmacht soient les moins négatives possibles. Il assiste personnellement aux tueries pour s'assurer qu'elles sont exécutées selon les règles militaires et « dans ces circonstances, humainement ». Il n'est pas partisan de l'utilisation de camions à gaz, préconisée par Himmler pour l'assassinat des femmes et des enfants, estimant que l'évacuation des corps et l'enterrement des victimes était une véritable épreuve pour les bourreaux,.

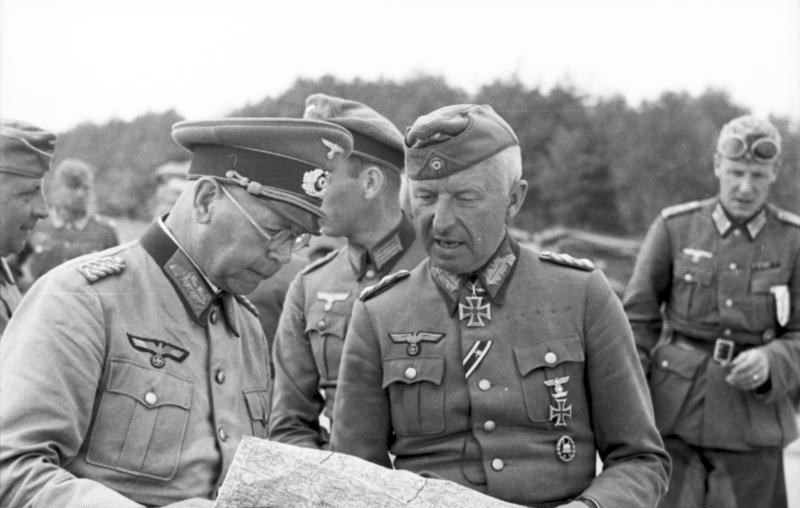
Manstein, au centre, et le chef de la 8. Panzer-Division, Erich Brandenberger, en juin 1941 guerre mondiale.

Ohlendorf entretient d'excellentes relations avec le général Schobert, commandant de la 11e armée, à l'arrière de laquelle il opère, voire dans la zone de combat, preuve que l'activité des Einsatzgruppen dépend largement de l'attitude du commandement militaire, puis avec son successeur Erich von Manstein,, qui donnèrent tous deux des ordres de « liquidation », notamment à Nikolaïev — 8 000 victimes juives — puis à Simferopol, le 12 janvier 1942,,, où 11 000 Juifs sont assassinés avec l'assistance d'unités de la Wehrmacht.
Les massacres de l'Einsatzgruppe D continuent jusqu'à l'été 1943, sous la direction de Walther Bierkamp, qui succède à Ohlendorf de juillet 1942 à juillet 1943,

## Analyses économiques et carrière au ministère de l'Économie
Lors de sa collaboration avec Jens Jessen, au début des années 1930, Ohlendorf participe au développement d'une théorie économique nazie puis participe, après sa nomination comme bibliothécaire à l'Institut für Staatsforschung de Berlin, à un groupe de recherche sur les sciences politiques et l'économie. Après l'accession des nazis au pouvoir, il défend une politique autarcique privilégiant une réforme des circuits de distribution des biens de consommation, afin de concrétiser l'idéal de prospérité de la Volksgemeinschaft (communauté du peuple) nazie. « Les sciences économiques n'étaient pas seulement pour Ohlendorf une matière académique, mais bien un front de militantisme. Il représente certes un cas d'espèce : son parcours marqué d'emblée au sceau du nazisme et l'intensité de son travail de formulation dogmatique en sciences économiques font de lui un rouage spécifique ».
Dès juin 1938 Ohlendorf obtient l'autorisation de Reinhard Heydrich de réduire ses activités au sein du SD pour prendre la direction administrative du Groupe commercial du Reich, influent lobby dans le domaine économique, ce qui lui permet de mener une double carrière.

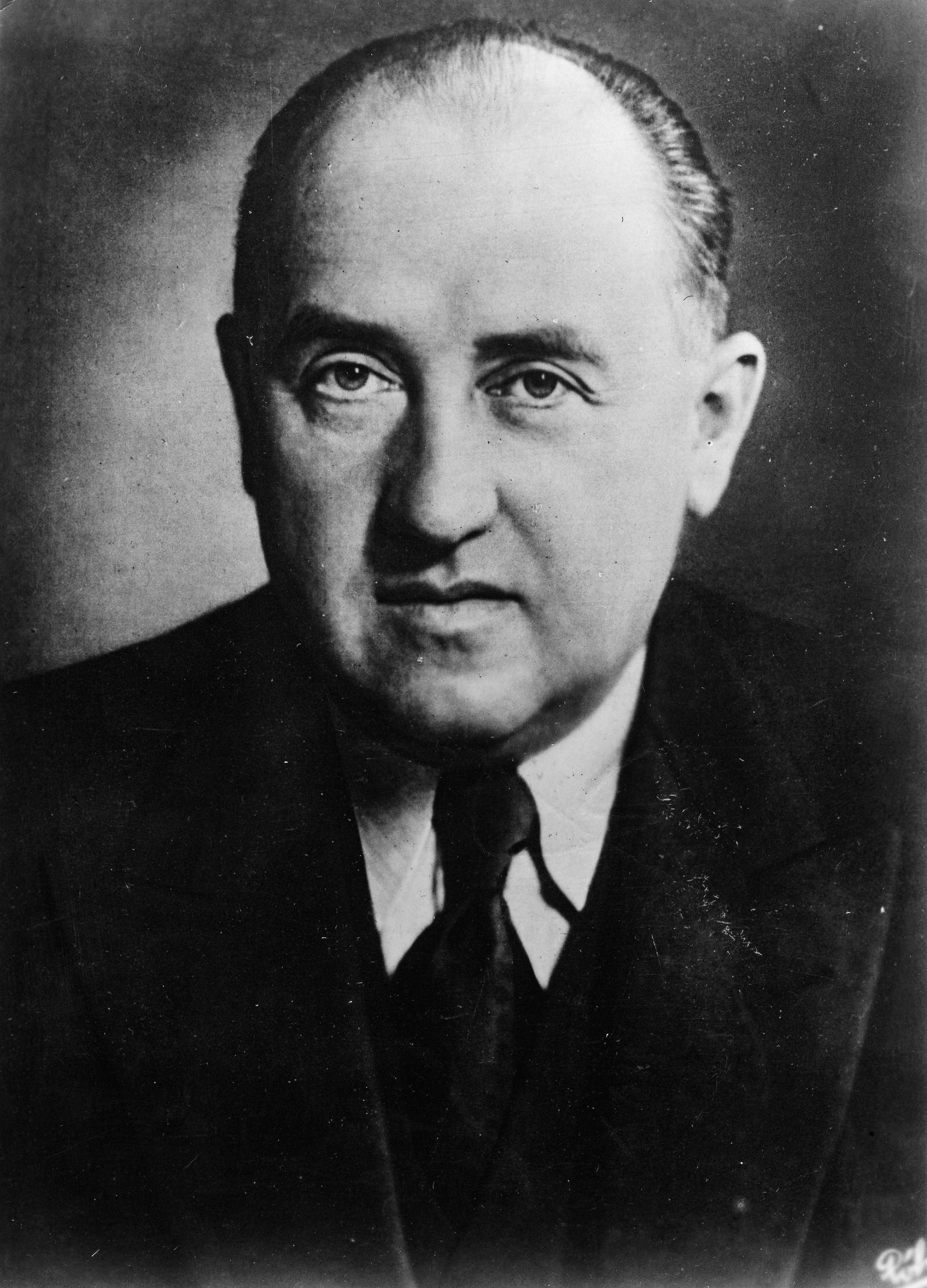
Walther Funk en 1943.

En novembre 1943, bien que toujours en poste au SD, Ohlendorf est nommé adjoint au secrétaire d'État du ministère de l'Économie du Reich Franz Hayler, dirigé par Walther Funk.
Au début de l'année 1944, convaincu que la guerre est perdue depuis la défaite allemande à Stalingrad, Ohlendorf collabore avec Ludwig Erhard sur la transition de l'économie de guerre à une économie de paix : « Ohlendorf coordonne les travaux de groupes d'experts de haut niveau dans lesquels industriels, banquiers et scientifiques élaborent de vastes plans pour l'après-guerre. Bien que cela soit officiellement interdit par un ordre du Führer, ce n'est pas particulièrement dangereux, parce que le supérieur d'Ohlendorf, Heinrich Himmler, rejette le modèle de l'économie de guerre contrôlée représentée par Albert Speer comme "totalement bolchevique" ». Ohlendorf se prononce ouvertement pour un « entrepreneuriat actif et courageux » afin de succéder, après-guerre, à l'économie bureaucratique d'État. En janvier 1945, Ohlendorf, secrétaire d'État du ministère de l'Économie, souligne le besoin croissant de liquidités en Allemagne et que le Reich doit recourir de plus en plus souvent à la « planche à billets ».

## Après la fin de la guerre

### Témoin au procès de Nuremberg

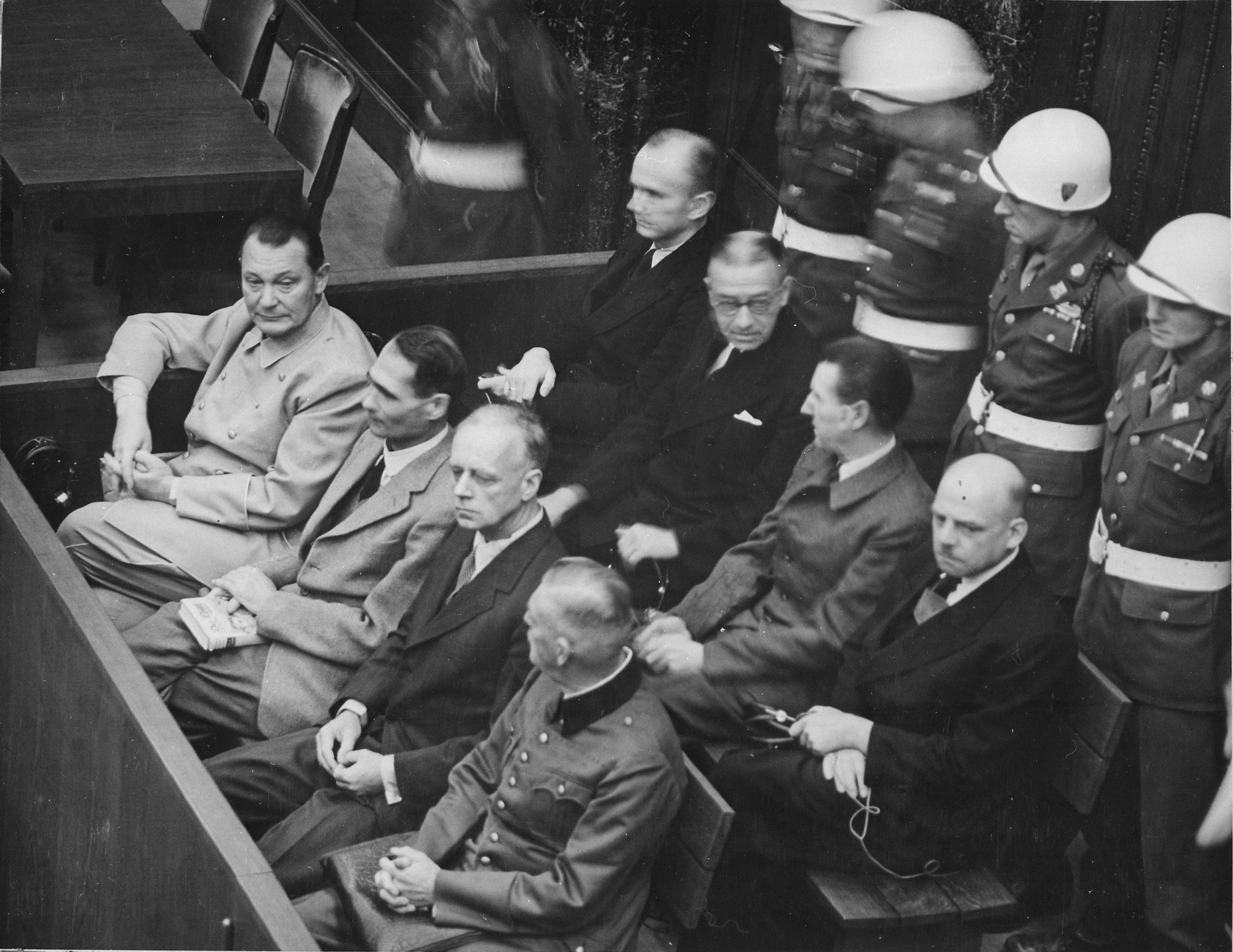
Accusés au procès de Nuremberg
(De gauche à droite)
Premier rang : Göring, Hess, Ribbentrop, Keitel ;
Second rang : Dönitz, Raeder, Schirach, Sauckel.

Ohlendorf est l'un des principaux témoins de l'accusation au procès de Nuremberg, lorsque sont examinés les crimes contre l'humanité, dont sont inculpés les plus hauts dignitaires nazis encore en vie. Il dépose le 3 janvier 1946 et, avec son témoignage et celui de Dieter Wisliceny, « le génocide fait sa véritable entrée dans le procès »,. Concernant ce chef d'accusation, il faut également mentionner la déposition de Rudolf Höss, cité par la défense d'Ernst Kaltenbrunner. Ces témoignages renforcent les preuves écrites, déjà accablantes, et consternent la défense des accusés,.
Interrogé par John Amen, un des adjoints au procureur général américain, et par trois des quatre juges — fait unique lors du procès qui confirme l'importance de sa déposition —, dont le major général Iona T. Nikitchenko, il détaille les consignes données pour « liquider » Juifs et communistes sur le trajet meurtrier de l'Einsatzgruppe D qu'il dirigeait du sud de l'Ukraine en direction du Caucase, et constitue lors de ce procès un des principaux témoins à charge contre les accusés, sur le banc desquels on trouve notamment Hermann Göring, Albert Speer ou Julius Streicher.
Ohlendorf, qui a participé aux négociations précédant la mise en place des Einsatzgruppen opérant en Union soviétique, confirme l'existence d'un accord écrit sur l'organisation des activités de ceux-ci entre le commandement suprême de la Wehrmacht, celui de l'armée de terre et le service central de sécurité du Reich. Il souligne ensuite que les dirigeants des groupes d'armées et des armées impliqués dans l'invasion de l'Union soviétique ont reçu l'ordre de prêter main-forte aux opérations mobiles de tuerie et que sans ces instructions les activités des Einsatzgruppen n'auraient pas été possibles ; il mentionne des instructions génocidaires données par les commandants successifs de la 11e armée, Schobert puis Manstein.
Ohlendorf insiste à plusieurs reprises sur le fait que, selon ses ordres, « les exécutions étaient faites de manière militaire, par des pelotons avec un commandement approprié ». Il explique toutefois que, certains groupes de son Einsatzgruppe tuaient les victimes une à une, en leur tirant une balle dans la nuque, ce qu'il désapprouve « parce que, tant pour les victimes que pour ceux qui participaient à l'exécution, c'était extrêmement difficile à supporter » ; « je n'ignorais pas que, dans les exécutions personnelles, il n'était pas possible d'éviter la brutalité par excès d'émotion car les victimes découvraient trop tôt qu'elles devaient être exécutées et, de ce fait, ne pouvaient supporter une tension nerveuse prolongée. De même, il me parut insupportable que les chefs et les hommes fussent forcés de cette façon de tuer un grand nombre de personnes de leur propre décision », mettant ainsi sur le même pied les souffrances des victimes et des bourreaux.
En réponse aux questions du juge soviétique Nikitchenko, Ohlendorf confirme que tous les enfants juifs ont été exterminés confirmant, selon Annette Wieviorka, la spécificité du génocide, à savoir le massacre systématique de tous les Juifs, hommes, femmes et enfants.

### Procès des Einsatzgruppen et condamnation à mort

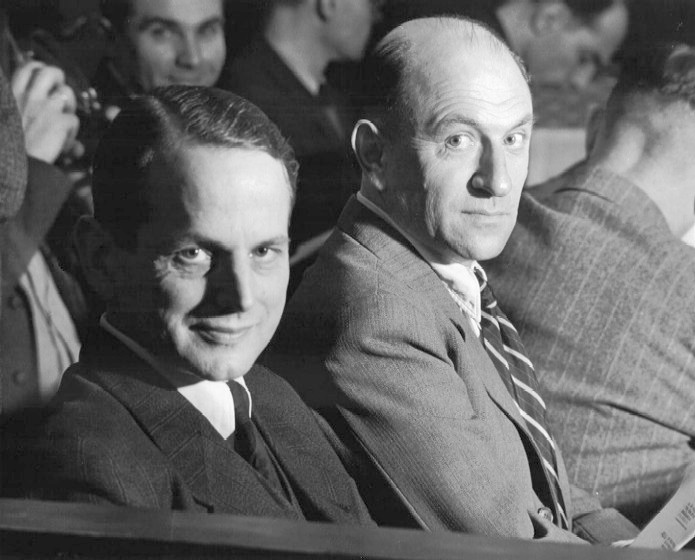
Ohlendorf, au premier plan, et Heinz Jost, lors du procès des Einsatzgruppen.

En 1947 à Nuremberg, Ohlendorf est le principal accusé du procès des Einsatzgruppen officiellement dénommé The United States of America vs. Otto Ohlendorf, et al., lors duquel il plaide « non coupable » et n'exprime aucun regret. SS-Gruppenführer, il est l'accusé qui a le grade le plus élevé. À ses côtés, sur le banc des accusés figurent notamment deux de ses adjoints, Willi Seibert et Heinz Schubert. Lors du procès, il réaffirme son adhésion au national-socialisme ; s'il se montre critique envers les plus hauts responsables du régime, déclarant que Himmler avait une « personnalité double », que Bormann était « absolument matérialiste » et considérant que Hitler « avait la médiocrité de l'homme de la rue » : selon lui, « ce n'était pas le national-socialisme qui était pourri, mais plutôt les hommes qui le représentaient ».
Sa défense tente, en vain, et en dépit de faits avérés, de minimiser son rôle à la tête de l'Einsatzgruppe, de le présenter comme n'ayant pas commis d'assassinat et comme un simple exécutant obéissant aux ordres. Ohlendorf et sa défense développent une stratégie de rupture avec l'accusation et repartent à l'assaut, Ohlendorf déclarant notamment « j'ai vu de très nombreux enfants tués au cours de cette guerre dans des raids aériens effectués pour la sécurité d'autres nations ».
Ohlendorf justifie ses actes par la nécessité militaire d'obéir aux ordres et maintient qu'il fallait détruire les Juifs, il affirme notamment que ceux-ci constituaient un danger permanent pour les troupes allemandes et auraient pu un jour attaquer l'Allemagne. Justifiant l'exécution des enfants, Ohlendorf déclare : « je crois que c'est très simple à expliquer, si l'on part du fait que cet ordre n'essayait pas seulement d'assurer une sécurité temporaire, mais permanente, et que pour cette raison ces enfants allaient grandir et, leurs parents ayant été tués, ils allaient assurément représenter un danger aussi important que celui que nous faisaient courir leurs parents »,,. À la suite de ces propos, le procureur Benjamin Ferencz, exaspéré, lui rétorque que « C'est la race des maîtres, n'est-ce pas ? Le génocide de peuples entiers pour éliminer une menace réelle ou imaginaire pour le peuple allemand ».
Comme lors du procès de Nuremberg, mais de manière plus explicite, Ohlendorf affirme que l'ordre d'exécuter tous les Juifs a été donné par Bruno Streckenbach dès la constitution des Einsatzgruppen dans le secteur de Pretzsch en mai 1941, soit avant le déclenchement de l'invasion de l'Union soviétique,.
Il est condamné à mort le 18 avril 1948 ; après la sentence, Ohlendorf déclare au procureur Ferencz, que « les Juifs d'Amérique vont souffrir pour ce que vous m'avez fait ». Maintenu en détention dans l'attente de son exécution, il proteste à nouveau de son innocence, affirmant qu'il avait essayé d'annuler l'ordre de Heinrich Himmler, qu'il avait commandé le plus petit des Einsatzgruppen et qu'il était donc un martyr. Malgré plusieurs appels, des interventions visant à commuer les peines de mort et un concert de protestations émanant notamment de la presse allemande et du vice-chancelier Franz Blücher, le haut commissaire américain John McCloy confirme les condamnations à mort. Ohlendorf est exécuté par pendaison dans la nuit du 7 au 8 juin 1951 à la prison de Landsberg, comme trois autres condamnés du procès, Paul Blobel, Werner Braune et Erich Naumann, ainsi que Oswald Pohl, condamné lors du procès du WVHA.

## Personnalité

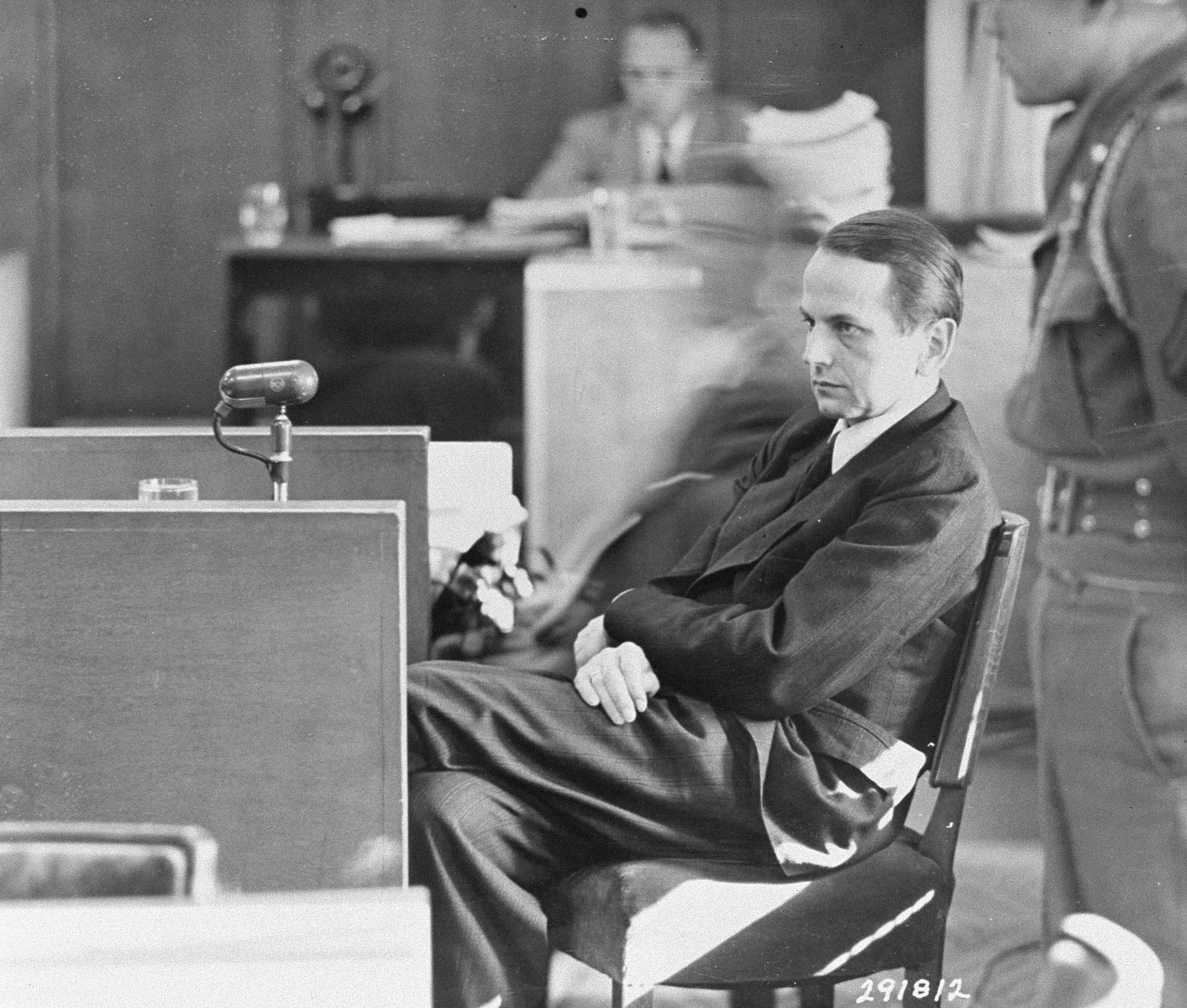
Otto Ohlendorf en 1947 lors du procès des Einsatzgruppen.

Pour Joseph Billig, dans un article publié en 1951 dans Le Monde juif, « l'une des figures les plus hallucinantes, parmi les grands nazis, jugés au tribunal de Nuremberg, est sans aucun doute celle d'Otto Ohlendorf, intellectuel, raffiné et général SS, massacreur, selon ses propres aveux, de près de 90.000 hommes, femmes, enfants, juifs et tziganes [...] Autant les crimes d'Otto Ohlendorf sont clairs et brutaux, autant sa personnalité est à la fois chaotique et subtile. Il est curieux de noter que lors de son procès, il jouissait d'un succès certain auprès du public allemand ».
Selon le Dictionnaire de la Shoah, Ohlendorf incarne le ralliement d'une jeune génération d'intellectuels allemands contestataires au racisme et à l'antisémitisme. Commentant la désignation des commandants des Einsatzgruppen, l'historien Richard Rhodes range Ohlendorf « parmi les spécimens les plus exotiques », aux côtés de Paul Blobel, Arthur Nebe et Karl Jäger ; il le décrit comme « un jeune économiste, beau mais raisonneur qui était tombé en disgrâce auprès de Himmler ».
Les différents auteurs qui se sont penchés sur Ohlendorf soulignent sa totale absence de remords et le fait qu'il continue à justifier les massacres commis par l'Einsatzgruppe D, tant lors du procès de Nuremberg que lors du procès des Einsatzgruppen,.
Lors de ses nombreux entretiens avec le psychiatre américain Leon Goldensohn, en marge du procès de Nuremberg, Ohlendorf affirme notamment que l'ordre donné aux Einsatzgruppen de liquider tous les Juifs « n'était pas un ordre antisémite [sic] ; les Juifs de Russie passaient plutôt pour le principal vecteur du bolchevisme là-bas ». En réponse à des questions insistantes de Goldensohn, il affirme qu'« il n'a rien fait » se défaussant de ses responsabilités d'une part sur Heydrich et d'autre part sur les commandants des Einsatzkommandos ; tout au plus concède-t-il que les exécutions auxquelles il a assisté pour veiller à ce que « ce soit fait aussi humainement que possible », ont perturbé son sommeil et son appétit. Les remords — si ce n'est de manière on ne peut plus formelle —, les regrets ou l'expression d'un sentiment de culpabilité sont totalement absents lors de ces entretiens ; pour Goldensohn, « sa conscience, si l'on peut employer cette expression, sonne aussi clair qu'un grelot, et aussi creux. Il y a pénurie d'affects, mais rien à signaler d'un point de vue clinique. Son attitude se résume à ceci : « Pourquoi me blâmer ? Je n'ai rien fait » ».
Pour Édouard Husson, Ohlendorf fait partie des « jeunes et brillants diplômés, qui ne pouvaient pas être soupçonnés d'appartenir à un vulgaire service d'espionnage », comme Werner Best, Franz Six ou Walter Schellenberg, que Heydrich recrute à partir de 1932.
Pour l'historien français Benoît Lemay, dans sa biographie de Manstein, Ohlendorf est « un intellectuel dévoyé [qui] ne chercha aucunement à disculper les généraux de la Wehrmacht et encore moins lui-même. En effet, loin de s'efforcer de contester les faits pour lesquels les commandants du front de l'est et lui-même étaient accusés, il s'en montra plutôt fier, ce qui renforçait d'autant la crédibilité de son témoignage au procès de Nuremberg ».
Christian Ingrao dans son ouvrage Croire et détruire, paru en 2010, met en évidence le brillant parcours intellectuel d'Ohlendorf, son caractère non-conformiste, la persistance de ses convictions nazies et de son adhésion à la théorie de la hiérarchie des races et à une foi en un salut collectif de la germanité, y compris après-guerre lors du procès des Einsatzgruppen ; commentant une déclaration d'Ohlendorf, il écrit que « le nazisme impliquait de dire la ferveur, l'espoir du dénouement de l'intrigue historique. [Pour Ohlendorf] le nazisme était, même s'il ne pouvait l'avouer en l'occurrence, une « quête de la race » en histoire ».